# Franz Mezger
Franz Mezger OSB, häufig auch Metzger, (auch Franciscus; * 25. Oktober 1632 in Ingolstadt als Johann Christoph Mezger; † 11. Dezember 1701 in Salzburg) war ein Benediktinerpater, Philosoph, Historiker und Hochschullehrer.

## Leben
Mezger war der Sohn des fürsterzbischöflichen Hofkanzlers unter Paris Graf von Lodron Johann Christoph Mezger (1594–1658). Er trat zusammen mit seinem Bruder Joseph am 8. September 1651 in das Benediktinerstift St. Peter in Salzburg ein, erhielt dort seine Ausbildung und empfing die Priesterweihe. Er las am 14. Januar 1657 seine erste Heilige Messe. Er war nach seiner Priesterweihe Novizenmeister und Klerikermoderator sowie Bibliothekar und Abteisekretär. Daneben war er auch Präses der Congregatio Mariana. 1668 wurde er Klerikerdirektor in St. Peter. 
Mezger war von 1659 bis 1661 und wieder von 1663 bis 1665 Professor der Philosophie an der Universität Salzburg. 1665 wurde er zum Dr. theol. promoviert und wechselte an die Theologische Fakultät, an der er bis 1669 die Moraltheologie lehrte. Er wurde außerdem zum Dr. iur. utr. promoviert. Sowohl an der Philosophischen als auch an der Theologischen Fakultät hatte er zeitweise das Amt des Dekans inne. Von 1671 bis 1673 war er Professor für Philosophie im Kloster Ettal.
Mezger wurde nach seiner Rückkehr aus Ettal Beichtvater im Stift Nonnberg. Danach war er von 1681 bis 1688 Konviktspräfekt und anschließend bis zu seinem Tod wieder Novizenmeister und Klerikermoderator. Außerdem kehrte er an die Universität zurück, an der er von 1680 bis 1688 Professor für Bibelkunde und für Kontroverstheologie war und zudem Kanonisches Recht unterrichtete. 
Neben Joseph war auch der Benediktiner Paul Mezger sein Bruder.

## Werke (Auswahl)
- Philosophia rationalis, rationibus explicata, Mayr, Salzburg 1660.
- Homo microcosmus, Mayr, Salzburg 1665.
- mit seinen Brüdern Joseph und Paul Mezger: Historia Salisburgensis, Mayr, Salzburg 1692.
- Via regia, qua studiosa iuventus ad veram solidamque sapientiam secure perveniat, 2 Bände, Kroninger und Göbel, Frankfurt am Main 1699.